# Ключи (Аларский район)
Ключи — деревня в Аларском районе Усть-Ордынского Бурятского округа Иркутской области. Входит в муниципальное образование «Иваническ».

## География
Деревня расположена в 43 км юго-западнее районного центра (с учётом транспортной доступности) на высоте 541 метр над уровнем моря.

## Внутреннее деление
Состоит из 3-х улиц: Нагорной, Центральной и Школьной.

## Происхождение названия
Название происходит от того, что в районе деревни располагаются ключи (родники).

## Население
| 2002 | 2010 | 2011 | 2012 |
| ---- | ---- | ---- | ---- |
| 1061 | ↘80  | →80  | ↘73  |